# 登龍亭幸福
登龍亭 幸福（とうりゅうてい こうふく、1972年4月1日 - ）は、岐阜県各務原市生まれの落語家。本名∶高安 淳。

## 経歴
- 各務原市立那加第二小学校卒業後、各務原市立那加中学校入学。学校分離で各務原市立桜丘中学校に移り卒業。岐阜東高等学校卒業[1]。
- 1991年4月、立教大学理学部物理学科入学。最終学歴は立教大学大学院理学研究科修士課程中退。
- 1995年7月にドクター中松総合研究所に入社。1997年1月に退社。
- 1998年7月7日に落語立川流Aコースに入門し、立川 談号（たてかわ だんごう）と命名される。命名者は西部邁[1]。
- 2002年5月21日、第三次前座全員破門騒動により立川流を破門となる。
- 2003年5月に破門者の復帰試験が実施され、受験するも不合格。
- 2003年6月、フリーの落語家柳川 どぜうとして活動を再開。
- 2003年8月、名古屋近辺で活動する噺家雷門小福の門下に移り、雷門幸福と改名。
- 現在、名古屋大須演芸場を中心に活動中である。また、東海ラジオのレポーターとしても活躍している。
- 2020年1月1日 - 大須シネマでのカウントダウン寄席で、4月1日より名古屋雷門に所属する落語家全員（獅篭・幸福・福三・獅鉄）が、亭号を「登龍亭」に改めることを発表した。
- 2020年4月1日 - この日から芸名を「登龍亭幸福」に改名。当初は、3月に披露パーティーを行った後[2]、4月1日と2日に「登龍亭御披露目公演」を大須演芸場で行う予定であったが、新型コロナウイルス感染症の拡大防止のための方針に伴い、いったん中止となった。
- 2020年10月1日～4日 - 再開した大須演芸場で、東京から談志門下時代の兄弟子かつ現役で唯一登龍亭につながる名跡を襲名している土橋亭里う馬を招いて登龍亭御披露目公演を開催。
- 2022年4月、初の弟子となる幸吉（現：門助）が入門。

同じ元落語立川流の立川志加吾（現：登龍亭獅篭）と同時に雷門小福の門下に移っている。これは幸福が岐阜県各務原市出身、獅篭が静岡県浜松市出身、獅篭の元妻が三重県出身ということから、その中間として愛知県を選んだからという。

## 弟子
- 登龍亭門助 - （1980年7月26日[3] - ) 本名：吉津誠[3]。2022年4月入門「幸吉」、2025年4月年季明け「門助」。日本ゴム銃射撃協会岩倉市支部長[4]。

## 出演番組

### ラジオ
東海ラジオ
- 2COOL!（2007年度。木曜 18:00 - 20:55）
- 幸福ラジオ RE-SET!（2008年度。日曜 18:00 - 21:00）※自身としては初となる冠番組のパーソナリティ
- 源石和輝の土曜スタイル!（土曜 9:00 - 12:00）
- なごやか寄席復刻編（土曜 27:00 - 27:30。 - 2009年3月。2007年3月までは、ミッドナイト東海21のワンコーナーだった）

FMとよた
- THE ラブィート演芸「楽市・落語」（日曜 18:00 - 18:30（再放送有））*微笑亭さん太との交互出演

### 映画
- 平成居酒屋 月の光（上島大和監督、2021年）- 北村星斗 役

## その他
- ポピュラー音楽の熱心なファンであり、特にアメリカのオールディーズには詳しい。
- 読売ジャイアンツファンだが、2006年度には『ドラゴンズNo.1ジョッキー』に出演していたほか、2008年の巨人の日本シリーズ進出が決定した時に出演する『源石和輝の土曜スタイル!』でパーソナリティの源石和輝から「巨人ファンですって言えばいいじゃないですか」といじられていた（源石もタイガースファンだが、特に周囲からとがめられることもない）。